# 福星小子 (2022年動畫)
《福星小子》（日语：うる星やつら）是一部由david production製作的日本戀愛科幻喜劇動畫，改編自漫畫家高橋留美子所創作的同名漫畫作品。本作動畫是繼1981年同名電視動畫版後的第二部電視動畫版，內容均為重新製作。日本地區於2022年10月13日起在富士電視台的「noitaminA」時段首播，因此又被日本媒體稱為「令和版福星小子」。

## 登場角色
| 角色                         | 配音員                    | 配音員                |
| 角色                         | 日本                      | 臺灣                  |
| 主角                         | 主角                      | 主角                  |
| ---------------------------- | ------------------------- | --------------------- |
| 諸星當                       | 神谷浩史                  | 蔣鐵城                |
| 拉姆                         | 上坂堇                    | 穆宣名                |
| 地球人                       |                           |                       |
| 第一季                       |                           |                       |
| 三宅忍                       | 內田真禮                  | 林美秀                |
| 面堂終太郎                   | 宮野真守 大地葉（少年）   | 何志威 穆宣名（少年） |
| 錯亂僧                       | 高木涉                    | 劉傑                  |
| 櫻花                         | 澤城美雪                  | 林凱羚                |
| 溫泉老師                     | 三宅健太                  | 劉傑                  |
| 尾津乃燕                     | 櫻井孝宏                  | 劉傑                  |
| 面堂之祖父                   | 岩崎博                    | 劉傑                  |
| 面堂之父                     | 井上和彦                  | 蔣鐵城                |
| 面堂之母                     | 井上喜久子                | 林凱羚                |
| 面堂家執事                   | 辻親八                    | 何志威                |
| 面堂了子                     | 井上麻里奈                | 林美秀                |
| 友引高中的校長               | 大塚芳忠                  | 蔣鐵城                |
| 諸星當之父                   | 古川登志夫                | 何志威                |
| 諸星當之母                   | 戶田惠子                  | 鄭郁欣                |
| 藤波龍之介                   | 高垣彩陽                  | 林凱羚                |
| 藤波龍之介的父親             | 千葉繁                    | 劉傑                  |
| 水乃小路飛麿                 | 梶裕貴 種市桃子（少年）   | 鈕凱暘 鄭郁欣（少年） |
| 汁夫                         | 山口勝平                  | 蔣鐵城                |
| 麵子                         | 雪野五月                  | 穆宣名                |
| 三宅忍之母                   | 瀧澤博子                  | 鄭郁欣                |
| 收養泳池怪／波奇的少年       | 矢島晶子                  | 林美秀                |
| 第二季                       |                           |                       |
| 水乃小路飛鳥                 | M·A·O                     |                       |
| 水乃小路飛麿、飛鳥的父親     | 櫻井敏治                  |                       |
| 水乃小路飛麿、飛鳥的母親     | 三石琴乃                  |                       |
| 真吾                         | 島崎信長                  |                       |
| 菜造爺                       | 山口勝平                  |                       |
| 外星人＆亞空間人＆妖怪＆幽靈 |                           |                       |
| 第一季                       |                           |                       |
| 小蘭（阿亂）                 | 花澤香菜                  | 鄭郁欣                |
| 雷易                         | 小西克幸                  | 劉傑                  |
| 阿雪                         | 早見沙織                  | 林凱羚                |
| 弁天                         | 石上靜香                  | 林美秀                |
| 克拉瑪                       | 水樹奈奈                  | 鄭郁欣                |
| 烏天狗長老／克拉瑪的爺爺     | 二又一成                  | 劉傑                  |
| 拉姆之父                     | 小山力也                  | 劉傑                  |
| 拉姆之母                     | 平野文                    | 林凱羚                |
| 七色砂糖                     | 久野美咲                  | 林凱羚                |
| 佛之姜                       | 森永千才                  | 林美秀                |
| 毒蛇胡椒                     | 高橋李依                  | 鄭郁欣                |
| 泳池怪／波奇                 | 中野周平（蛙亭）          | 劉傑                  |
| 小蘭（阿亂）之母             | 伊倉一惠                  | 林美秀                |
| 第二季                       |                           |                       |
| 諸星倒                       | 熊井統子                  |                       |
| 因幡                         | 入野自由                  |                       |
| 望                           | 石見舞菜香                |                       |
| 潮渡渚                       | 村瀨步                    |                       |
| 潮渡渚的父親                 | 坂口候一                  |                       |
| 拉姆之曾祖父                 | 銀河萬丈                  |                       |
| 魯巴                         | 中村悠一 石上靜香（少年） |                       |
| 卡魯拉                       | 水瀨祈                    |                       |
| 烏巴                         | 長島雄一                  |                       |
| 動物                         |                           |                       |
| 被爐貓                       | 不適用                    | 不適用                |
| 狐狸                         | 釘宮理惠                  | 林凱羚                |

## 製作經過
2022年1月1日，為紀念小學館成立100週年，宣布將作為全新作品重新製作電視動畫。也是睽違36年宣布再度開始改編為電視動畫。並於《產經新聞》刊登了拉姆的整版廣告和動畫化慶賀消息。第一季於2022年10月13日在富士電視台的「noitaminA」時段首播，由david production擔任動畫製作。第二季於2024年1月11日播出。
該部電視動畫主要設定與1981年版本幾乎相同，但與1981年版採用大量原創故事的不同之處，則是本次電視動畫基本是以原著為基礎重新展開，把眾多經典橋段進行改編翻拍，此外在一些女性角色裸露的尺度上也做出修正。

### 名單
- 原作：高橋留美子
- 總製作人：尾崎紀子、三宅將典
- 製作人：竹枝義典、大島和樹、藤本紀子、近藤秀峰、長谷部真咲
- 劇本統籌：柿原優子
- 角色設計：淺野直之
- 次要角色設計：高村和宏、
- 機械設計：JNTHED（日语：JNTHED）、曾野由大（日语：曽野由大）
- 道具設計：
- 設計協力：森幸子、加藤初重、遠藤柚衣
- 美術指導：野村正信
- 美術設計：青木薰
- 色彩設計：中村絢郁
- CG導演：大島寛治
- 攝影指導：長田雄一郎
- 編輯：廣瀨清志
- 音樂製作人：舩橋宗寛
- 音效指導：岩浪美和
- 音樂：橫山克
- 音樂製作：富士太平洋音樂（日语：フジパシフィックミュージック）
- 製作統括：笠間壽高
- 動畫製作人：若松剛、上野勲
- 動畫製作：david production
- 系列導演：龜井隆廣
- 導演：高橋秀彌、木村泰大
- 製作：動畫「福星小子」製作委員會（富士電視台、Aniplex、小學館、小學館集英社製作、富士創意公司、電通、david production）

### 配音
古川登志夫與平野文曾於1981年電視動畫版，分別擔任諸星當與拉姆的配音，後來該兩位配音員在本作電視動畫版，則是分別擔任諸星當父親與拉姆母親的配音。

## 主題曲
新版動畫OP和ED有些部分改動，其中多少致敬舊版動畫OP、ED，以及遊戲（紅白機、PC Engine、Game Boy）。

### 第一季
| 類別         | 歌曲                            | 話數       | 演唱                             | 作詞                 | 作曲                 | 編曲 |
| ------------ | ------------------------------- | ---------- | -------------------------------- | -------------------- | -------------------- | --- |
| 片頭曲（OP） | 《aiue》（アイウエ）                    | 第1～11話  | MAISONdes feat. 美波、SAKURAmoti | SAKURAmoti、美波     | SAKURAmoti、美波     | SAKURAmoti、真船勝博 部分致敬漫畫原作拉姆的動作、彩稿暨雙色頁篇章；遊戲〈紅白機 福星小子～拉姆的婚禮〉、〈PC Engine 福星小子 STAY WITH YOU〉、〈GB 福星小子 ─尋找友引小姐！─〉 |
| 片頭曲（OP） | 《Love Trap Muchu》（アイワナムチュー）         | 第12~23話  | MAISONdes feat. asmi、           |                      |                      | 部分致敬舊版動畫OP1《拉姆的情歌》、OP5《》、OP6《》 |
| 片尾曲（ED） | 《Tokyo Shandy Rendezvous》（トウキョウ・シャンディ・ランデヴ） | 第1～11話  | MAISONdes feat. 花譜、Tsumiki    | Tsumiki              | Tsumiki              | Tsumiki 部分致敬舊版動畫OP1《拉姆的情歌》、ED1《宇宙糟糕了！，》、OP4《Chance on Love》                                                                                        |
| 片尾曲（ED） | 《aitarinai》（アイタリナイ）               | 第12～23話 | MAISONdes feat. yama、           |                      |                      | |
| 插曲         | 《》                            | 第18話     | 忌野清志郎、坂本龍一             | 忌野清志郎、坂本龍一 | 忌野清志郎、坂本龍一 | 忌野清志郎、坂本龍一 |
| 插曲         | 《拉姆的情歌》（ラムのラブソング）              | 第23話     | 拉姆（上坂菫）                   | 伊藤皓               | 小林泉美             | 佐高陵平 |

### 第二季
| 類別         | 歌曲                             | 話數       | 演唱               | 作詞       | 作曲       | 編曲                                                  |
| ------------ | -------------------------------- | ---------- | ------------------ | ---------- | ---------- | ----------------------------------------------------- |
| 片頭曲（OP） | 《》                             | 第24～35話 | MAISONdes（はしメロ）      | 巡巡       | 巡巡       | 巡巡                                                  |
| 片頭曲（OP） | 《》                             | 第36～46話 | MAISONdes（みきまりあ）      |            |            |                                                       |
| 片尾曲（ED） | 《雷櫻 feat. 9Lana, SAKURAmoti》 | 第24～35話 | MAISONdes（9Lana） | SAKURAmoti | SAKURAmoti | SAKURAmoti 部分致敬舊版動畫OP1《拉姆的情歌》、ED5《》 |
| 片尾曲（ED） | 《》                             | 第36～46話 | MAISONdes（アユニ・D）      |            |            |                                                       |

## 播放與發行

### 劇集列表

#### 第一季
| 集數 | 標題                                                                          | 編劇     | 分鏡               | 演出                       | 作畫監督 | 總作畫監督               | 首播日期       |
| --- | ----------------------------------------------------------------------------- | -------- | ------------------ | -------------------------- | --- | ------------------------ | -------------- |
| 1 | 青春來回跑 陷入絕境                                       | 柿原優子 | 高橋秀彌、龜井隆廣 | 高橋秀彌                   | 荒木裕、清丸悟、森幸子、佐藤沙名榮、河本零王、小林亮                                                                                  | 淺野直之、清丸悟         | 2022年10月13日 |
| 來自鬼星的外星人企圖侵略地球並提出條件，被電腦隨機選出的男高中生諸星當，如果在鬼抓人遊戲中贏過鬼星的公主拉姆，並抓住她頭上的兩支角，則地球就可以不被侵略。雖然諸星當獲勝，但拉姆誤會諸星當向她求婚，這導致諸星當的女友三宅忍忿忿不平。之後拉姆試圖阻止諸星當和忍交流，並引發市民混亂。 |                                                                               |          |                    |                            | |                          |                |
| 2 | 把我獻給你 幸運的黃絲帶                                   | 柿原優子 | 木村泰大           | 木村泰大                   | 加藤愛、二宮奈那子、森幸子、佐藤沙名榮、小林亮                                                                                        | 淺野直之                 | 2022年10月20日 |
| 拉姆跟著諸星當到友引高中，讓忍非常不滿。在諸星當逃離拉姆的途中遇到巫女櫻花，並被迫接受她的驅魔儀式。諸星當從僧侶櫻桃（錯亂僧，巫女櫻花的舅舅）那裏得到一條可以封印拉姆能力的黃絲帶，雖然絲帶很有效果，卻還是給諸星當和他的朋友們帶來不便之處。在東窗事發後，拉姆迫使諸星當解開黃絲帶。 |                                                                               |          |                    |                            | |                          |                |
| 3 | 麻煩從天而降 迷宮中心慌慌                                 | 柿原優子 | 龜井龍廣           | 龜井龍廣                   | 加藤愛、二宮奈那子、三橋櫻子、小林亮                                                                                                  | 淺野直之、小林亮         | 2022年10月27日 |
| 面堂財團的少爺終太郎轉入友引高中，和諸星當成為死對頭，並對拉姆一見鍾情，而忍也心儀終太郎。在校外教學時，諸星當、拉姆、忍和終太郎進入鐘乳石洞探險，並想拉近和心儀對象的關係，但全都以失敗告終。拉姆還意外讓滯留在洞窟內的太空船返回太空。 |                                                                               |          |                    |                            | |                          |                |
| 4 | 一吻定終身                                                          | 柿原優子 | 龜井龍廣           | 鈴木恭兵                   | 片岡惠美子、佐藤沙名榮、さくらいこのみ、清水博幸、竹内アキラ、Suwarin Promjutikanon、Chotanan Pipobworachai、小林亮                   | 淺野直之、小林亮         | 2022年11月4日  |
| 諸星當、拉姆、忍和終太郎在打網球時，一群烏鴉從前一集的太空船中搬出冬眠艙，冬眠艙撞進網球場內。烏鴉們解釋沉睡在其中的女性是克拉瑪公主，在得知烏鴉們正在尋找克拉瑪的初夜對象後，諸星當用一個吻將她喚醒，但克拉瑪清醒後卻以為吻自己的是終太郎，並決定和他締下婚約。諸星當打斷克拉瑪和終太郎行房並透露實情，而克拉瑪在追溯規定緣由、並發現終太郎膽小怕黑後，決定自行尋找智勇雙全的理想夫婿。 |                                                                               |          |                    |                            | |                          |                |
| 5 | 愛與鬥魂的拳擊手套 待君歸來                               | 柿原優子 | 岩崎知子           | 常岡修吾                   | 今田茜、小林亮、はっとりますみ、河本零王、森幸子、加藤愛                                                                              | 浅野直之、清丸悟         | 2022年11月11日 |
| 櫻花到友引高中擔任保健室醫師，拳擊社委託她淨化一副拳擊手套。諸星當戴上手套後，遭到手套詛咒而惹事生非，雖然最後櫻花成功解除詛咒，但諸星當被自己打得滿頭包。諸星當的同學們以假名「乙子」為名偽造情書給他，並刻意引起他和終太郎對立。心生妒忌的拉姆原本打算讓諸星當嘗一次苦頭，後來還是心軟並打扮成乙子，讓諸星當免於淪為笑柄。在回家路上，諸星當突然覺得拉姆看起來格外可愛，並希望她再多陪自己一點。                                                                                             |                                                                               |          |                    |                            | |                          |                |
| 6 | 美好旅程 阿雪 阿當引退                          | 柿原優子 | 原博               | 千明孝一                   | 三橋櫻子、加藤愛、佐佐木一浩、福島豐明、Cha Myoung Jun                                                                                | 浅野直之、清丸悟         | 2022年11月18日 |
| 拉姆突然把諸星當帶去參加鬼星的節分儀式競賽，讓他吃不到壽喜燒。諸星當在競賽中搭訕拉姆的兒時玩伴弁天，讓拉姆氣得不顧賽事，並因此導致隊伍落敗，諸星當遭受撒豆之刑。諸星當和同學們被拉姆在海王星的朋友阿雪帶進異次元剷雪，在阿雪勾引諸星當時，雪男打斷他們並在地球引起軒然大波。暑假開始時，諸星當宣布引退，眾人便搶著當節目的新主角，但他其實只是辭去班長。 |                                                                               |          |                    |                            | |                          |                |
| 7 | 居之則安 垃圾丟海裡                                       | 柿原優子 | 山元隼一           | 山元隼一                   | 小林亮、平村直紀、森幸子、加藤愛、中山和子、王培非、劉劍、陈娇娇                                                                      | 浅野直之、小林亮         | 2022年11月25日 |
| 諸星當一夥人到面堂家飯店的游泳池遊玩，住在泳池內的妖怪讓眾人驚慌失措，終太郎把妖怪趕走後，妖怪住進諸星當家的浴室。諸星當的母親要阿當把妖怪丟在海邊，不懂人情世故的妖怪破壞了櫻花的約會，之後妖怪陰錯陽差被某個男孩撿走，並過著快樂的生活。 |                                                                               |          |                    |                            | |                          |                |
| 8 | 轉學生，千鈞一髮…… 告別聚會，千鈞一髮……                   | 金杉弘子 | 菅原尚             | 菅原尚                     | 福島豐明、三橋櫻子、荒木裕、河本零王、今田茜                                                                                          | 浅野直之、清丸悟         | 2022年12月2日  |
| 拉姆轉學到友引高中，並遇見化名小蘭的青梅竹馬阿亂。阿亂和拉姆曾有共同的心儀對象雷易，但雷易後來和拉姆訂婚，阿亂便企圖橫刀奪愛，以親吻吸取諸星當的青春活力，然而她經過多次嘗試都沒能得逞。 |                                                                               |          |                    |                            | |                          |                |
| 9 | 致命的愛 自習課騷動                                       | 鈴木悠太 | 香川豐             | 香川豐                     | Cha Myong Jun、Shin Hyung Woo、はっとりますみ、森幸子                                                                                 | 浅野直之、清丸悟         | 2022年12月9日  |
| 拉姆的前任未婚夫雷易上門向她求婚，雖然雷易除了帥之外毫無優點，但諸星當的母親對他十分著迷。拉姆多次拒絕雷易，使雷易老羞成怒，變成有虎紋的牛鬼在公園和友引高中造成連串混亂，暗戀他的阿亂試圖傳達心意，但也無疾而終。 |                                                                               |          |                    |                            | |                          |                |
| 10 | 戰慄的參觀日 自君別後                                     | 柿原優子 | 大原實             | 常岡修吾、藤本ジ朗         | 小林亮、平村直紀、森幸子、福島豊明、三浦春樹、今田茜、三橋櫻子、中山和子、藤澤俊幸                                                    | 淺野直之、小林亮         | 2022年12月16日 |
| 在教學參觀日，面堂的母親和拉姆的母親發生誤會，打算以決鬥解決糾紛，並鬧得不歡而散。金風颯颯，諸星當無法忍受拉姆任性的行為，和她大吵一架，拉姆便在夜裡向他道別，只留下一枚自己的布偶。自那之後拉姆消失無蹤，諸星當也無精打采。然而拉姆只是暫時離開處理護照，並從布偶內的竊聽器，得知諸星當對自己離去一事痛哭流涕，拉姆開心地回到他身邊，兩人在紅楓葉下重歸於好。 |                                                                               |          |                    |                            | |                          |                |
| 11 | 面堂兄妹 麻煩府邸新年怪事                                 | 森迅史   | 山元隼一、千明孝一 | 岩岡夢子                   | 藤澤俊幸、小林亮、小牧容子、糸島雅彦、清水博幸、滝吾郎、小林理、南伸一郎、無錫極速蝸牛動畫                                            | 淺野直之、清丸悟、小林亮 | 2022年12月23日 |
| 諸星當遭到終太郎的妹妹了子戲弄，但風流成性的他依然想搭訕了子，並受邀參加面堂家的新年會。面堂家正在玩雙陸遊戲，並在會場布置多重機關，讓參與賓客模擬棋子，在雙陸中遇到的事件，把眾人搞得雞飛狗跳。 |                                                                               |          |                    |                            | |                          |                |
| 12 | 小天來了 兩人單獨約會                                     | 金杉弘子 | 岩崎知子           | 山本辰                     | 小林亮、中山和子、迫江沙羅、松下純子、さくらいこのみ、柏木信弘、竹内アキラ、佐藤智子、Cerberus、Suwarin Promjutikanon、rere、Put、SAS | 淺野直之、小林亮         | 2023年1月6日   |
| 新年期間，拉姆的表弟小天前來造訪。之後眾人到櫻花家拜年，小天百般阻撓諸星當對女性揩油，並對櫻花一見鍾情。之後小天想寫情書給櫻花，諸星當假裝為他出謀劃策，實際上安排許多情色行程，櫻花識破諸星當的詭計，並溫柔地婉拒小天，之後小天報復了諸星當。 |                                                                               |          |                    |                            | |                          |                |
| 13 | 零食大戰爭 小天的禮物                                     | 柿原優子 | 頂真司             | ウヱノ史博                 | 福島豐明、森幸子、Shin Hyung Woo、三浦春樹、無錫極速蝸牛動畫                                                                          | 淺野直之、小林亮         | 2023年1月13日  |
| 學校教師埋伏在商店街，以防學生趁午休去買外食，諸星當決定和同學們正面迎戰。雙分的紛爭十分激烈，弄得街上雞飛狗跳。拉姆、櫻花、小蘭和忍在咖啡廳聚會，話題談到櫻花的未婚夫，小天拿出可疑的道具，聲稱可以看見未婚夫的形貌，眾人都看到意料之外的對象，之後小天發現道具有誤，但也來不及彌補。 |                                                                               |          |                    |                            | |                          |                |
| 14 | 水乃小路家的男人 會錯意的情書                             | 森迅史   | 大脊戸聰           | 實歲準也、龜井隆廣森田侑希 | 瀧吾郎、糸島雅彦、Shin Hyung Woo、藤澤俊幸、小林亮、小林理、今田茜、三橋櫻子                                                          | 淺野直之、清丸悟、小林亮 | 2023年1月20日  |
| 終太郎的舊識水乃小路飛磨結束修行下山，雙方舉行一年一度的棒球對決，並加入諸星當的隊伍。然而飛磨不會打球，而且由於諸星當暗中打假賽，使雙方的對決變得更加混亂。了子拿到飛磨給終太郎的挑戰書，並誤以為這是情書，由於她和諸星當從中搗亂，使飛磨的挑戰無法如願以償。 |                                                                               |          |                    |                            | |                          |                |
| 15 | 悲傷紅豆餡是戀愛的滋味 童年往事千鈞一髮 藥之惑  | 柿原優子 | 高木真司           | 久保山英一、菅原尚         | 瀧吾郎、糸島雅彥、藤澤俊幸、小林亮、今田茜、三橋櫻子、Cha Myoung Jun                                                                  | 淺野直之、小林亮         | 2023年1月28日  |
| 雷易舔掉阿亂臉上的鯛魚燒紅豆餡，讓阿亂誤以為自己和雷易重修舊好。阿亂和拉姆聊起往事，包括大量拉姆欺負阿亂、或幹壞事後嫁禍給阿亂的事蹟。櫻花正在製作愛情魔藥，拉姆和忍聽聞此事後協助她做出藥物，拉姆騙諸星當吃藥後，發現諸星當開始胡言亂語，事後櫻花發現自己做成了說謊藥。 |                                                                               |          |                    |                            | |                          |                |
| 16 | 激鬥，父子鷹！！ 水手服啊，你好！！                       | 柿原優子 | 西田正義、岩崎知子 | 黑瀨大輔、黑田幸生         | 王培非、劉劍、陈娇娇、STUDIO MASSKET                                                                                                  | 浅野直之、清丸悟         | 2023年2月3日   |
| 諸星當一行人在海邊遇到經營海濱商家的藤波父子檔，但龍之介無意繼承家業，並無時不刻與父親互毆。諸星當和面堂原本不打算介入，但在得知龍之介其實是女性後便開始關心，而龍之介的父親也希望他們說服龍之介，不過兩人衝突越演越烈，導致商家倒塌，諸星當最終放棄說服他們。之後兩人入駐友引高中販賣部，龍之介成為轉學生，但因為無法打敗父親，沒能穿上夢想中的水手服，並成為女學生的焦點。龍之介希望能像阿亂一樣，穿上水手服並呈現女性魅力，而阿亂誤以為她是男性並答應和她約會，之後諸星當把約會搞得一團亂。 |                                                                               |          |                    |                            | |                          |                |
| 17 | 把憧憬帶在胸上 向星星許願                                 | 金杉弘子 | 大原實             | 常岡修吾                   | 平村直紀、小林亮、Shin Hyung Woo、福島豐明、三浦春樹、森幸子                                                                          | 浅野直之、小林亮         | 2023年2月10日  |
| 三宅忍遭到鄰校不良少年騷擾，打算和龍之介假扮情侶擺脫糾纏，而龍之介也打算以此，獲取用來買胸罩的報酬，卻因為諸星當藉機牟利，導致計畫一波三折。許願星墜落到諸星當的家，祂表示可以實現願望，眾人為此困擾並爭執不休，而許願星又在喝醉後昏睡不醒，最後諸星當一家什麼也沒有獲得。 |                                                                               |          |                    |                            | |                          |                |
| 18 | 無法消除的口紅魔術 必殺 黑暗火鍋                          | 森迅史   | 笹嶋啓一           | 岩岡夢子                   | 小澤圓、杉本幸子、山口光紀、小牧容子、今田茜、滝吾郎、藤澤俊幸、加藤愛、無錫極速蝸牛動畫                                              | 淺野直之、清丸悟         | 2023年2月17日  |
| 在〈不・可・以・唷口紅魔術〉的音樂聲中，拉姆製作出一條能使人強制接吻的口紅。諸星當巧取口紅後想騙取龍之介的吻，卻不慎和面堂接吻，而其他心懷不軌並塗上口紅的人也吻成一片。諸星當和同學們打算舉辦黑暗火鍋，他藉此刺探拉姆不喜歡的食物，得知她討厭大蒜。在黑暗火鍋開始後，許多古怪的食材丟入，讓眾人吃完後紛紛倒地。 |                                                                               |          |                    |                            | |                          |                |
| 19 | 魔境 戰慄的密林 喝醉酒的BOOGIE                            | 鈴木悠太 | 副島惠文           | 葛西良信                   | 南伸一郎、大塚美登理、寿門堂、Revival                                                                                                 | 淺野直之、小林亮         | 2023年2月24日  |
| 面堂家的珍奇章魚松千代失蹤，進入滿是叢林的溫室，面堂表示可以實現找到松千代的人一個願望。諸星當一行人進入叢林，不料松千代因為高溫而變成龐然巨獸，最終拉姆以電擊將其制伏。拉姆因為吃酸梅而酒醉，在學校胡亂放電、引發騷動。 |                                                                               |          |                    |                            | |                          |                |
| 20 | 找回失去的東西                                                      | 金杉弘子 | 岩崎知子           | 木村泰大                   | 森幸子、杉本幸子、小澤圓、平村直紀、Shin Hyung Woo、福島豐明、山口光紀、三橋櫻子                                                      | 淺野直之、清丸悟         | 2023年3月3日   |
| 太妹幫三人組佛之薑、七色砂糖和毒蛇胡椒想成為歷代最強的太妹幫，便設計搶走弁天隨身攜帶的鎖鏈，讓弁天回不了家。三人組向拉姆、弁天和阿雪發起決鬥，雙方在街上展開追逐戰。拉姆意外擊碎了鎖鏈，她擔心弁天會因此翻臉，不敢承認此事。三人組利用電腦製造大量鎖鏈，不知真相的弁天娶回了鎖鏈，並終於得以用鎖鏈打開家裡的大門，但當她得知家裡的後門沒鎖後，受到拉姆和阿雪的調侃。 |                                                                               |          |                    |                            | |                          |                |
| 21 | 行星教師 CAO-2 被詛咒的稻草人偶                           | 森迅史   | 菅原尚             | 菅原尚                     | 今田茜、糸島雅彦、小牧容子、藤澤俊幸、瀧吾郎、三浦春樹、荒木裕、鈴木佳代子、山口仁七、王培非、劉劍、陈娇娇                            | 淺野直之、小林亮         | 2023年3月10日  |
| 在拉姆、阿亂、阿雪和弁天就讀小學時，負責指導她們的是機器人教師「CAO-2」，四人不服管教，想給CAO-2一點教訓，包括對它打擊、電擊、射飛彈，卻都沒有效果。之後她們把CAO-2引誘到海膽星上，讓它卡在星球上。多年以後CAO-2掙脫束縛，回來報一箭之仇。了子製作了一個象徵面堂的芻靈，將它交給不知情的諸星當保管，面堂看出端倪後拚命保護他，而諸星當在知情後藉機洩憤。面堂也製作了諸星當的芻靈，雙方互相傷害並弄得兩敗俱傷。                                                                                 |                                                                               |          |                    |                            | |                          |                |
| 22 | 大瓶小瓶 愛相互接觸的時候                                 | 鈴木悠太 | 千明孝一、髙橋秀弥 | 中澤勇一                   | 原田ゆうか、天界、GRAND Guerrilla、Majin Bro、Roccia Nobili、飯飼一幸、岡崎圓郁、高石まみ、Mahmoud Moftah、Cyrus、江崎稔              | 淺野直之、清丸悟、小林亮 | 2023年3月17日  |
| 小天購買的魔法瓶讓拉姆變成掌心大小，諸星當以為自己終於擺脫拉姆的糾纏，便在外四處搭訕，但當他得知拉姆可能無法復原後，仍盡力助她恢復原樣。忍救了一隻狐妖，狐妖想報恩卻不得其門而入，然而忍並不在意，並感謝牠的心意。 |                                                                               |          |                    |                            | |                          |                |
| 23 | 友引1女王選拔賽                                                     | 金杉弘子 | 久保雄介、高橋秀弥 | 佐藤清光、久保雄介         | 森幸子、杉本幸子、小澤円、小林亮、Shin Hyung Woo、小林理、平村直紀、福島豐明、山口光紀、三橋櫻子、今田茜                              | 淺野直之、小林亮         | 2023年3月24日  |
| 友引高中舉行選美比賽，勝者可獲得「友引1女王」的稱號。拉姆、小蘭、忍、龍之介和櫻花晉級決賽，然而決賽項目卻五花八門，諸星當也藉機收取贊助商回扣。在歷經恐怖箱、益智遊戲和大胃王比賽之後，五人和五隻猛獸進行車輪戰，並在演變成大亂鬥後獲得勝利，但她們沒有拿到預期的獎金，比賽也不了了之。 |                                                                               |          |                    |                            | |                          |                |

#### 第二季
| 集數 | 標題                                                                                            | 編劇     | 分鏡                           | 演出                 | 作畫監督 | 總作畫監督                 | 首播日期      |
| --- | ----------------------------------------------------------------------------------------------- | -------- | ------------------------------ | -------------------- | --- | -------------------------- | ------------- |
| 24 | 妄想泡泡糖 跨越國境的愛                                                     | 森迅史   | 龜井隆廣                       | 常岡修吾、久保山英一 | 小澤圓、河本零王、渡邊葉瑠、山口光紀、杉本幸子、森幸子 | 淺野直之、清丸悟           | 2024年1月11日 |
| 小天在吹「贈品泡泡糖」，腦中思想的東西會出現在膨脹的泡泡糖裡。阿當一看見，就搶走了小天的泡泡糖。接著是拉姆和小天為了奪回泡泡糖，展開一番追逐戰，但阿當靠著泡泡糖將兩人甩過去，拉姆為了吸引阿當，還複製櫻花老師、小忍以及龍之介三人，讓三名當事人看了非常火大，而脫逃成功的阿當因為只剩一條泡泡糖可以使用（製造美女們），結果還是被阻止。一大清早，阿當跟小天就在諸星家吵架。亂扔東西又亂噴火，阿當扔出去的電鍋砸到了拉姆的額頭。萬萬沒想到拉姆出現了異狀。                                                                           |                                                                                                 |          |                                |                      | |                            |               |
| 25 | 殘破的回憶！？ 回憶的相簿 含淚的家庭訪問 激鬥的藤波家篇           | 鈴木悠太 | 吉田泰三                       | 岩岡夢子             | 小牧容子、福島豐明、今田茜、瀧吾郎、三浦春樹、三橋櫻子、ddasang、無錫極速蝸牛動畫                                                                                             | 淺野直之、小林亮           | 2024年1月18日 |
| 龍之介在公共澡堂與感情要好的母女擦肩而過。她在回家路上，拎起了掛在住宅街樹上睡著的小天，送到阿當家，並受邀留下來一起吃晚餐。她看見諸星家一家團圓的模樣，想起自己沒有媽媽。媽媽似乎沒有過世，而是憤而離家。她不記得媽媽的長相，為了找出有媽媽照片的相簿，與阿當和拉姆一行人把家裡翻箱倒櫃。溫泉老師面露難色。他要去找龍之介、面堂、阿忍、阿當與拉姆。因為要逐一去學生家做家庭訪問。 |                                                                                                 |          |                                |                      | |                            |               |
| 26 | 裝飾燈串的魔鏡                                                                        | 森迅史   | 堂山卓見                       | 上野史博             | 杉本幸子、山口光紀、河本零王、小澤圓、糸島雅彥、森幸子、無錫極速蝸牛動畫 | 淺野直之、清丸悟           | 2024年1月25日 |
| 拉姆滿心期待，來到約會的集合地點等阿當。就在這時，有個全身只穿了豹紋纏腰布的男子（面堂家私人園丁菜造爺的孫子真吾）向她搭話，還突然抓住她的手。拉姆施以電擊，但是不知為何電擊對男子無效。真吾是因為菜造爺的電氣蔬菜的研究，以及為了在電氣密林生存擁有耐電性。 |                                                                                                 |          |                                |                      | |                            |               |
| 27 | 戀人小偷 水乃小路家的女兒                                                   | 鈴木悠太 | 佐佐木美和                     | 前園文夫、龜井隆廣   | 陳玉峰、趙玲、姚遠、玄機株式會社 | 淺野直之、山田雅志         | 2024年2月1日  |
| 克拉瑪再次回來尋找真愛，這次她把目光投向了小蘭的暗戀對象（也是拉姆的前男友）雷易。面堂父親要終太郎相親，聽到對方是飛麿的妹妹多少想拒絕，在了子出現後提議跟飛麿結婚，使得終太郎為了阻止兩人結婚，而接受這次相親。 |                                                                                                 |          |                                |                      | |                            |               |
| 28 | 續・水乃小路家的女兒                                                                  | 鈴木悠太 | 岩崎知子                       | 佐藤清光             | 小牧容子、福島豐明、今田茜、瀧吾郎、三浦春樹、ddasang、無錫極速蝸牛動畫 | 淺野直之、小林亮           | 2024年2月8日  |
| 水乃小路飛鳥，到15歲她從未與任何「男人」接觸過，包括她的父親和哥哥飛麿。由於從小就穿著鎧甲訓練，因此擁有非凡的力量和運動神經。但拉姆的電擊破壞了她的鎧甲，露出了她的真面目，有男性恐懼症，卻認為「男人」和「哥哥」是兩種不同的生物，所以她對自己的哥哥飛麿，產生了一種極端的戀兄情結。她最後還聽到把相親會場搞砸的了子，稱呼終太郎為“哥哥”，飛鳥也將他視為自己的「哥哥」並崇拜他。 |                                                                                                 |          |                                |                      | |                            |               |
| 29 | 寄託在被爐裡的愛 拉姆變成牛 淚之家庭訪問～華麗的面堂家篇          | 金杉弘子 | 石黑恭平                       | 森田侑希             | 糸島雅彥、山口光紀、杉本幸子、小澤圓、今田茜、森幸子、瀧吾郎、無錫極速蝸牛動畫                                                                                                | 淺野直之、清丸悟           | 2024年2月15日 |
| 老闆用100元價格賣給暖爐貓這座暖爐，而神奇的暖爐有著火男的刻印，暖爐變成暖爐雪橇載著拉姆他們上學。阿當和拉姆被牛咬到，卻因為看到吸血鬼的劇情與突然長出角，讓拉姆和小天開始擔心後面的狀況，後來解開誤會，是因為長出角是治癒外星人他們抵禦病毒的方式。溫泉老師拜訪面堂家，被家的面積與面堂家人的威嚴嚇到，而下一個目的地三宅家。 |                                                                                                 |          |                                |                      | |                            |               |
| 30 | 神奇耳罩 族譜                                                               | 森迅史   | 久保山英一                     | 久保山英一           | 河本零王、三浦春樹、福島豐明、KIM CHAE EUN、無錫極速蝸牛動畫、玄機株式會社 | 淺野直之、小林亮           | 2024年2月22日 |
| 阿當在路邊小攤買了兩副耳罩，拿了一副耳罩給小天，但是在兩人戴上耳罩的瞬間，靈魂彼此互換。阿當在趕去學校的路上，拉姆穿著制服飛過來。她告訴阿當有捷徑，帶他去空地打造了直達學校的四次元空間。他們通過那裡抵達學校，居然是十年後的友引高中！ |                                                                                                 |          |                                |                      | |                            |               |
| 31 | 打開門扉 前篇                                                                         | 森迅史   | 常岡修吾                       | 常岡修吾             | 小澤圓、KIM CHAE EUN、福島豐明、ddasang、小牧容子、瀧吾郎、河本零王、玄機株式會社                                                                                             | 淺野直之、山田雅志         | 2024年2月29日 |
| 小忍找櫻花感嘆自己有惡靈作祟，對方看出她沒有被妖怪附身，只是男人運太差。偶遇穿白兔裝的因幡，自己與拉姆、阿當三人一同穿越時空得知還有其他未來，小忍在與因幡相處中，開始對他產生好感。 |                                                                                                 |          |                                |                      | |                            |               |
| 32 | 打開門扉 後篇 含淚的家庭訪問～禁忌的三宅家篇                                | 森迅史   | 吉田泰三                       | 鈴木恭兵             | 福島豐明、杉本幸子、小牧容子、三浦春樹、今田茜、無錫極速蝸牛動畫 | 淺野直之、清丸悟           | 2024年3月7日  |
| 眾人穿越時空看了很多不同的未來，因幡的同事們受不了入侵者們亂來，於是用了全部銷毀，而無意間捲入另一扇門的阿當，看到自己和拉姆結為連理，難得有了幹勁保護這樣的未來，讓拉姆看了非常感動，因幡為了守住小忍他們的將來，將門把送給小忍，約定好下次見面一起喝茶。溫泉老師經歷兩次慘痛的家庭訪問，想要在小忍家喘口氣，然而小忍雙親不在家，加上奇怪的表情以及極力拉開門把，讓小忍受不了，最終推開大門讓老師飛出去。 |                                                                                                 |          |                                |                      | |                            |               |
| 33 | 妖怪面堂 最後的約會                                                         | 金杉弘子 | 津田尚克                       | 津田尚克             | 山口光紀、糸島雅彥、杉本幸子、今田茜、小澤圓、森幸子、山田雅志 | 淺野直之、清丸悟           | 2024年3月14日 |
| 面堂家發生奇怪的事情，被終太郎認為死掉的寵物章魚赤丸，成為幽靈附在頭上，從小天聽說實情的櫻花和櫻桃等人，才知道赤丸狀態只是生靈，本體竟躲在枕頭裡。曾經喜歡阿當的幽靈小望，為了斬斷生前所留下的遺憾，阿當接受幽靈小望的願望，兩人一起約會，先後經歷眾人目光在大街與遊樂園區遊玩，在煙火秀中小望的願望，終於完成遺願順利升天成佛，一週後阿當到達小望的墳墓前做祭拜。 |                                                                                                 |          |                                |                      | |                            |               |
| 34 | 校長毆打事件 秘密的花園 含淚的家庭訪問～地獄的諸星家篇            | 鈴木悠太 | 佐佐木美和                     | 上野史博             | 小牧容子、瀧吾郎、三浦春樹、三橋櫻子、崎本小百合、ddasang、無錫極速蝸牛動畫                                                                                                   | 山田雅志                   | 2024年3月21日 |
| 好心的校長看拉姆、阿當、終太郎、小忍和龍之介鬧事，用打掃校長室這種方法從輕放過他們，然而五名學生在打掃期間校長遭到毆打，其真相是校長自己用頭敲水煮蛋昏迷，而蛋被被爐貓吃掉。拉姆和小天看到阿亂（小蘭）種植謠言花，特性是散播謠言，卻因為櫻桃打開蓋子的關係，讓整個城鎮變成謠言花散布地，造成很大的麻煩。溫泉老師最後的家庭訪問是諸星家，他又餓又累，到達門口時聞到天婦羅的香味，卻因為阿當一家等不到他而吃光，而後灰心地回家時，結果遭到宇宙船帶走。                                                                                 |                                                                                                 |          |                                |                      | |                            |               |
| 35 | 心愛達令的危機！！ 月夜的小狐狸們 含淚的家庭訪問～溫泉老師去宇宙  | 柿原優子 | 岩岡夢子                       | 岩岡夢子             | 崎本小百合、山口光紀、森幸子、瀧吾郎、小澤圓、糸島雅彦、河本零王、無錫極速蝸牛動畫                                                                                            | 小林亮                     | 2024年3月28日 |
| 阿當誤吃了小蘭（阿亂）做給雷易的蛋糕（吃了肚子會漲100倍，只有雷易能吃）而昏迷不醒，拉姆為了要救回阿當的生命，她追蹤小蘭（阿亂）來到了異次元森林。小狐狸想讓小忍吃下筆頭草，以便能在一夜裏以狐狸的姿態一起玩耍，由於被爐貓先前救小狐狸時撿到筆頭草後，放入錯亂僧的火鍋內，結果大家一起享用美味的筆頭草火鍋，並不知不覺變身成狐狸。溫泉老師被帶到拉姆父母這邊去，看到拉姆父母熱情招待他，終於哭出來並且酒後說出這一天的辛勞。 |                                                                                                 |          |                                |                      | |                            |               |
| 36 | 可憐的孩子・終太郎                                                                    | 森迅史   | 福岡大生、龜井隆廣             | 黑田幸生             | 竹內明、森幸子、杉本幸子、KIM CHAE EUN、福島豐明、河本零王、清水博明 | 小林亮                     | 2024年4月11日 |
| 終太郎躲在甕裡特訓想要克服自己的幽閉恐懼症，在拉姆的簡易時光機器的幫助下，拉姆、阿當、終太郎、小忍和龍之介穿越時空回到過去找出原因，小時候的終太郎（聲：大地葉）性格跋扈，還不會怕黑暗和狹窄的地方，設下陷阱將入侵者阿當和終太郎帶走，剩下的女子三人組（拉姆、小忍和龍之介）思考要如何將兩人帶回去，於是打暈警衛人員並且喬裝過去宅邸。小終太郎用大鐘困住長大後的他，躲在甕裡特訓的成果使終太郎用力量打破鐘，並追殺小終太郎，由於他躲在甕裡處在黑暗的狹小空間，害怕隨時都會被惡鬼（長大後的終太郎）給殺掉，讓小終太郎產生幽閉恐懼症。 |                                                                                                 |          |                                |                      | |                            |               |
| 37 | 飛鳥再度登場 招來暴風雨的約會 前篇                                          | 森迅史   | 山岡實                         | 森田侑希             | 崎本小百合、福島豐明、竹內亮、今田茜、小澤圓、小牧容子、糸島雅彥、瀧吾郎、三浦春樹、三橋櫻子、無錫極速蝸牛動畫                                                                | 淺野直之、山田雅志         | 2024年4月18日 |
| 飛鳥糾纏哥哥飛麿，不管是洗澡還是睡覺都伴隨在一起，使得飛麿很困擾，為了治好飛鳥得男性恐懼症，母親讓她去友引高中傳信給終太郎。在安排下，周日要終太郎和飛鳥約會一次，透過了子的介入下讓阿當和拉姆得知此事，一場有著各種陰謀的約會，如暴風雨般展開。 |                                                                                                 |          |                                |                      | |                            |               |
| 38 | 招來暴風雨的約會 後篇                                                                 | 森迅史   | 高橋秀彌、龜井隆廣、木村泰大   | 木村泰大             | 三橋櫻子、河本零王、杉本幸子、KIM CHAE EUN、福島豐明、森幸子、無錫極速蝸牛動畫                                                                                                | 清丸悟、小林亮             | 2024年4月25日 |
| 擁有一身怪力的飛鳥折斷終太郎的肋骨，拉姆為了尋找阿當充當墨鏡團，命令穿布偶裝的保鑣們清水溝，阿當則趁亂操控失去意識的終太郎繼續約會，因為身份被拉姆曝光，飛鳥將阿當連同終太郎一起打飛，約會到最後，飛鳥的男性恐懼症未能治好，而且還加深戀兄情結。 |                                                                                                 |          |                                |                      | |                            |               |
| 39 | 阿渚的訂婚對象 妖精的陽傘                                                   | 金杉弘子 | 佐佐木美和                     | 長田伸二、佐藤清光   | 崎本小百合、竹內明、小澤圓、ddasang、福島豐明、瀧吾郎、今田茜、三浦春樹、糸島雅彦、玄機                                                                                       | 清丸悟                     | 2024年5月2日  |
| 龍之介父親買下一座無人島，經由面堂家坐直升機過去，在龍之介洗澡時，看到穿著女性裝扮的幽靈，後來聽說幽靈是自己的婚約對象阿渚，與其父親曾在這座島上離奇死亡，阿渚想要順利成佛，必須跟龍之介接吻完成遺願，不過龍之介相當抗拒，並表明自己是女性，但阿渚也說明自己其實是男性。晚上小天被阿當欺負，造成他和阿當一起做了惡夢，隔天早上無意間看到妖精，因為颱風躲雨而進入水坑，然而陽傘弄丟出不去，只要找回必定實現“夢”，幾經百般輾轉過後順利將陽傘遞給妖精。                                                                                 |                                                                                                 |          |                                |                      | |                            |               |
| 40 | 一夜攻防戰 賭上性命來上課                                                   | 金杉弘子 | 祝浩司                         | 岩冈梦子、高桥秀弥   | 今田茜、泷吾郎、糸岛雅彦、竹内明、福岛丰明、三浦春树、玄机株式会社 | 清丸悟、小林亮             | 2024年5月9日  |
| 阿渚沒能成佛，只好借住在龍之介家。只要兩人親吻，阿渚就能成佛，既然他還在人世，就表示兩人還沒親吻。龍之介的父親要去濱茶屋協會的溫泉旅行，因此龍之介與阿渚要兩人單獨過夜。溫泉老師想要安靜上課，警告學生，敢在課堂上講話就要強制補課。阿當等人不想補課，勉為其難安靜上課。就在這時，小天搭乘小丸號從窗外飛進教室，向阿當挑釁吵架。 |                                                                                                 |          |                                |                      | |                            |               |
| 41 | 爱与勇气的一朵花                                                                      | 柿原優子 | 坂田純一                       | 常岡修吾             | 森幸子、小牧容子、三橋櫻子、杉本幸子、KIM CHAE EUN、無錫極速蝸牛動畫、玄機株式會社                                                                                            | 淺野直之、小林亮           | 2024年5月16日 |
| 小忍與阿當她們約電影，卻等不到人，讓小忍感嘆希望有男人眼中只有自己而已，回去中途又遇到倒在地上的因幡，兩人於是便約在咖啡廳，聽到他請求交往，感到喜出望外，不巧被阿當和拉姆聽見，遭阿當反對，然後聽到因幡說對象是女性都無所謂，後來才知道是晉升考試“摘取時空之森的花”，這項考驗內容得知，花必須由受到很多挫折的感情，“幸福的愛情”才能誕生。 |                                                                                                 |          |                                |                      | |                            |               |
| 42 | 拉姆大發飆！！ 抓住芳心                                                     | 柿原優子 | 西原一                         | 中村哲治             | 平良哲朗、河本零王、小牧容子、小澤圓、杉本幸子、柴田和紀、三橋櫻子、玄機株式會社、無錫極速蝸牛動畫                                                                            | 清丸悟                     | 2024年5月23日 |
| 由於小天在跟阿當吵架中，無意間燒毀拉姆編織的圍巾，阿當利用這點要小天道歉，但拉姆卻因為阿當如此關心圍巾的事而開心，雖然小天從來沒跟別人道過歉，於是便請教其他人當參考，最後小天採用櫻花的建議，在阿當毛衣上寫下對拉姆的道歉，讓拉姆看了莞爾一笑。小蘭（阿亂）聽說奪魂糖只要對方吃了，再抓住心上人頭上的心就能愛上自己，於是便買了，但無法抓到雷易的心，氣得將糖丟給拉姆後便走人，隔天早上，阿當好奇便奪走拉姆的心，兩次測試換來愛的電擊最大輸出，製造班上一團混亂。闇黑宇宙遵照其指示，要將拉姆當新娘迎娶回去，故事即將迎來最終章。   |                                                                                                 |          |                                |                      | |                            |               |
| 43 | Boy Meets Girl 離別的早晨                                                             | 柿原優子 | 中村里美、林直孝               | 渡邊純央             | 久保茉莉子、飯田清貴、福島豊明、三浦春樹、吉岡佳宏、工藤由紀、竹內晃、無錫極速蝸牛動畫                                                                                        | 淺野直之、山田雅志         | 2024年5月30日 |
| 拉姆回家去見曾祖父（聲：銀河萬丈），這是20年來第一次被發現。原來曾祖父在120年前的一個模糊承諾，拉姆有一個他不知道的未婚夫。就在拉姆回家的路上，一名身著黑衣、戴著兜帽的神秘男子，乘坐幾頭黑豬拉的雪橇來到了友引高中。 |                                                                                                 |          |                                |                      | |                            |               |
| 44 | Boy Meets Girl 真的要結婚嗎                                                           | 柿原優子 | 高柳哲司                       | 木村泰大             | 瀧吾郎、三橋櫻子、小牧容子、稻垣美奈、ハン·ヒェミン、王晨陽、無錫極速蝸牛動畫                                                                                                 | 淺野直之、清丸悟           | 2024年6月6日  |
| 在魯巴的星球「黑暗宇宙」上，結婚的準備工作正在穩步進行。阿當與阿雪、弁天、終太郎、阿亂和雷易前往闇黑宇宙，要將拉姆帶回來。阿當和他的朋友們即將抵達時，卻與另一艘太空船相撞…。 |                                                                                                 |          |                                |                      | |                            |               |
| 45 | Boy Meets Girl 扭曲的心                                                               | 柿原優子 | 龜井隆廣、佐佐木美和、坂田純一 | 龜井隆廣             | 小澤圓、柴田和紀、福島豐明、三浦春樹、吉岡佳宏、工藤雪、竹內明、今田茜、KIM CHAE EUN、LO Studio、ハン·ヒェミン                                                                | 淺野直之、山田雅志         | 2024年6月13日 |
| 卡露拉氣炸將整個會場搞得人仰馬翻，結果誤會反而加深，魯巴講述自己跟卡魯拉為何漸行漸遠，在於她7歲時知道拉姆成為自己的未婚妻而變得兇暴起來，拉姆給阿當機會，再次舉行捉迷藏會全力躲藏起來（兩人初次見面也是為了決定地球統治權而舉行），除非阿當說出喜歡她，最終回故事將迎來收尾。 |                                                                                                 |          |                                |                      | |                            |               |
| 46 | Boy Meets Girl 貪得無厭的I Want You                                                   | 柿原優子 | 岩岡夢子、小野學、高橋秀彌     | 岩岡夢子、高橋秀彌   | 小澤圓、三浦春樹、今田茜、三橋櫻子、瀧吾郎、小牧容子、江藤大氣、河本零王、崎本小百合、White Line、Fincrossed studio、Cha Myoung Jun、五角、無錫極速蝸牛動畫、山田雅志（動作） | 淺野直之、山田雅志、清丸悟 | 2024年6月20日 |
| 這場捉迷藏是拉姆為了測試阿當的真心，不管其結果如何，魯巴都會將蘑菇清掉，為此拉姆、魯巴兩人還解除婚約，拉姆要是無法讓阿當說出“我喜歡你”就會死心，並啟動記憶遺忘裝置，必需要在期限抓到拉姆的角或者丟裝置中心才會停，阿當不想忘掉拉姆，即使沒說出口但其心意傳達拉姆這邊，快要日落時抓到拉姆的角後，記憶遺忘裝置已停止，兩人的（戀愛）捉迷藏還會持續下去。 |                                                                                                 |          |                                |                      | |                            |               |

### 播放電視台
| 播映地區 | 播映平台       | 播映日期               | 播映時間 | 備註   |
| 第一季   | 第一季         | 第一季                 | 第一季   | 第一季 |
| -------- | -------------- | ---------------------- | -------- | ------ |
| 臺灣     | Animax Asia    | 2023年5月28日－        |          |        |
| 第二季   |                |                        |          |        |
| 臺灣     | 巴哈姆特動畫瘋 | 2024年1月12日－6月21日 |          |        |

## 外部連結
- 電視動畫官方網站（日語）
- 電視動畫官方的X（前Twitter）（日語）
- 在巴哈姆特動畫瘋上觀看《她來自煩星》
- 在巴哈姆特動畫瘋上觀看《她來自煩星 第二季》